# 1223

## Събития
- Походи на монголския владетел Чингис хан в Индия и Иран
- Монголските военачалници Субетей и Джебе разбиват армията на Киевска Рус при река Калка

## Починали
- 14 юли – Филип II, крал на Франция